# 老兴乡
老兴乡，是中华人民共和国湖南省湘西土家族苗族自治州龙山县下辖的一个乡镇级行政单位。

## 行政区划
老兴乡下辖以下地区：
老兴村、贾田村、洞坎村、核桃村、干坝村、沙堡村、龙头车村、苦力村、银岭村和老寨村。